# Aspilota ephemera
Aspilota ephemera är en stekelart som beskrevs av Henry Lorenz Viereck 1917. Aspilota ephemera ingår i släktet Aspilota och familjen bracksteklar. Inga underarter finns listade.